# 기동전사 건담 섬광의 하사웨이 (영화)
《기동전사 건담: 섬광의 하사웨이》(일본어: 機動戦士ガンダム 閃光のハサウェイ)는 선라이즈가 제작한 일본의 애니메이션 영화다. 2021년 6월 11일에 개봉했다.
2021년에 개봉한 건담 시리즈 극장판으로, 기동전사 건담 섬광의 하사웨이를 바탕으로 제작되는 극장판 3부작 중 1부다.

## 등장인물
하사웨이 노아(마프티 나비유 에린)
성우 - 오노 켄쇼
기기 안달루시아
성우 - 우에다 레이나
케네스 슬랙
성우 - 스와베 쥰이치
레인 에임
성우 - 사이토 소마
가우만 노빌
성우 - 츠다 켄지로
에메랄다 주빈
성우 - 이시카와 유이
레이몬드 케인
성우 - 오치아이 후쿠시
이람 마삼
성우 - 타케우치 슌스케
미헷샤 헨스
성우 - 마츠오카 미사토
메이스 플라워
성우 - 타네자키 아츠미
헌들리 요크산
성우 - 야마데라 코이치

## 참고 사항
- 건담채널에서 구독자 105만명[3] 돌파와 극장판 개봉기념으로 건담 주요 캐릭터의 성우들과 인터뷰를 했다. 도몬 캇슈 역의 세키 토모카즈, 키라 야마토 역의 호시 소이치로를 제외한, 영화 공개 시점에서의 건담 시리즈 역대 주인공들이 대부분 등장했다. 기간한정 공개로 2023년 현재는 비공개로 전환되었다.